# Arcidiocesi di Santiago di Cuba

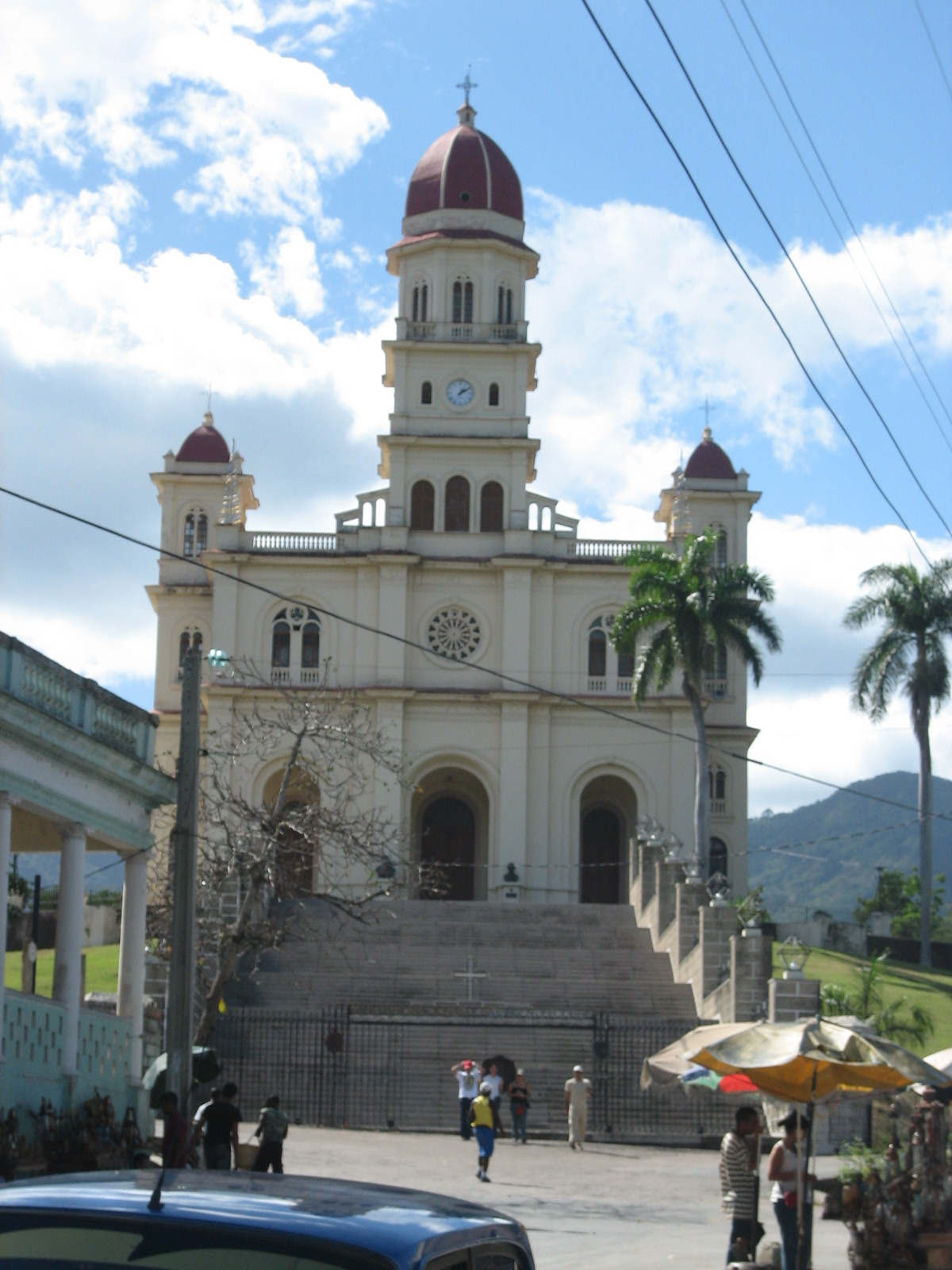
La basilica e santuario nazionale di Nostra Signora della Carità del Cobre.

L'arcidiocesi di Santiago di Cuba (in latino Archidioecesis Sancti Iacobi in Cuba) è una sede metropolitana della Chiesa cattolica a Cuba. Nel 2022 contava 250.660 battezzati su 1.035.540 abitanti. È retta dall'arcivescovo Dionisio Guillermo García Ibáñez.
Gli arcivescovi di Santiago sono primati di Cuba.

## Territorio
L'arcidiocesi si trova nella parte orientale dell'isola di Cuba e comprende parte della provincia di Santiago di Cuba.
Sede arcivescovile è la città di Santiago di Cuba, dove si trova la cattedrale di Nostra Signora dell'Assunzione. Nel territorio sorge anche la basilica e santuario nazionale di Nostra Signora della Carità del Cobre (Nuestra Señora de la Caridad del Cobre).
Il territorio si estende su 6.154 km² ed è suddiviso in 16 parrocchie.

### Provincia ecclesiastica
La provincia ecclesiastica di Santiago di Cuba, istituita nel 1803, comprende le seguenti suffraganee:
- la diocesi di Guantánamo-Baracoa,
- la diocesi di Holguín,
- la diocesi di Santísimo Salvador de Bayamo-Manzanillo.

## Storia
La diocesi di Cuba fu eretta l'11 febbraio 1517 con la bolla Super specula di papa Leone X, ricavandone il territorio dalla diocesi di Santo Domingo. Comprendeva in origine tutta l'isola di Cuba ed era suffraganea dell'arcidiocesi di Siviglia.
La prima sede diocesana era nella città di Baracoa, dove fungeva da cattedrale la chiesa di Nostra Signora dell'Assunzione. Il 28 aprile 1522 la sede fu traslata a Santiago in forza del breve Regiminis ecclesiae di papa Adriano VI.
Il 12 febbraio 1546 entrò a far parte della provincia ecclesiastica di Santo Domingo.
In seguito al trattato di Fontainebleau del 1762, ma attuato due anni dopo, la diocesi ingrandì il proprio territorio con l'estensione della sua giurisdizione anche sulla Louisiana e la Florida.
Il 10 settembre 1787 cedette una porzione del suo territorio, comprensivo della Louisiana e della Florida, a vantaggio dell'erezione della diocesi di San Cristóbal de la Habana (oggi arcidiocesi).
Il 24 novembre 1803 è stata elevata al rango di arcidiocesi metropolitana con la bolla In universalis Ecclesiae regimine di papa Pio VII. Originariamente aveva come suffraganee la diocesi di San Cristóbal de la Habana e la diocesi di San Juan di Porto Rico (oggi arcidiocesi di San Juan); quest'ultima il 28 novembre 1816 ritornò a far parte della provincia ecclesiastica di Santo Domingo. 
Nel 1873 il governo repubblicano spagnolo nominò arcivescovo Pedro Llorente Miguel, senza il consenso della Santa Sede. Il vicario generale e altri sacerdoti della diocesi, fra cui il futuro cardinale e beato Ciriaco María Sancha y Hervás si opposero alla nomina e furono incarcerati. Lo scisma ebbe termine l'anno successivo.
Successivamente ha ceduto a più riprese porzioni di territorio a vantaggio dell'erezione di nuove diocesi:
- il 10 dicembre 1912 a vantaggio della diocesi di Camagüey (oggi arcidiocesi);
- l'8 gennaio 1979 a vantaggio della diocesi di Holguín;
- il 9 dicembre 1995 a vantaggio della diocesi di Santísimo Salvador de Bayamo-Manzanillo;
- il 24 gennaio 1998 a vantaggio della diocesi di Guantánamo-Baracoa.

L'arcidiocesi ha ricevuto la visita pastorale di papa Benedetto XVI nel 2012 e di papa Francesco nel 2015.

## Cronotassi dei vescovi
Si omettono i periodi di sede vacante non superiori ai 2 anni o non storicamente accertati.
- Juan de Witte Hoos (Ubite), O.P. † (11 febbraio 1517 - 4 aprile 1525 dimesso)[4]
  - Sede vacante (1525-1530)
- Miguel Ramírez de Salamanca, O.P. † (7 novembre 1530 - 1534 deceduto)
- Diego de Sarmiento, O.Cart. † (20 ottobre 1535 - 30 maggio 1547 deceduto)
  - Sede vacante (1547-1550)
- Fernando de Uranga (Urango) † (4 luglio 1550 - 1556 o 1557[5] deceduto)
  - Sede vacante (1556 o 1557-1561)
- Bernardino de Villalpando, C.R.S.A. † (27 giugno 1561 - 28 aprile 1564 nominato vescovo di Santiago di Guatemala)
- Juan del Castillo † (28 aprile 1564 - 3 ottobre 1578 dimesso)
- Juan Antonio Diaz de Salcedo, O.F.M. † (14 marzo 1580 - 28 luglio 1597 nominato vescovo di León en Nicaragua)
- Bartolomé de la Plaza, O.F.M. † (10 novembre 1597 - 1602 deceduto)
- Juan de las Cabezas Altamirano † (15 aprile 1602 - 19 luglio 1610 nominato vescovo di Santiago di Guatemala)
- Alonso Enríquez de Toledo y Armendáriz, O. de M. † (30 agosto 1610 - 15 aprile 1624 nominato vescovo di Michoacán)
- Gregorio de Alarcón, O.A.D. † (29 aprile 1624 - agosto 1624 deceduto)
- Leonel de Cervantes y Caravajal † (1º dicembre 1625 - 17 dicembre 1629 nominato vescovo di Guadalajara)
- Jerónimo Manrique de Lara y de Herrera, O. de M. † (7 gennaio 1630 - 22 giugno 1644 deceduto)
- Martín de Zelaya (Celaya) y Oláriz † (20 novembre 1645 - 1649 dimesso)
- Nicolás de la Torre Muñoz † (13 settembre 1649  - 4 luglio 1653 deceduto)
- Juan de Montiel † (14 maggio 1655 - 23 dicembre 1657 deceduto)
- Pedro de Reina Maldonado † (10 novembre 1659 - 13 ottobre 1660 deceduto)
- Juan de Sancto Mathía Sáenz de Mañozca y Murillo † (5 settembre 1661  - 27 febbraio 1668 nominato vescovo di Santiago di Guatemala)
- Alonso Bernardo de Ríos y Guzmán, O.SS.T. † (17 settembre 1668 - 16 novembre 1671 nominato vescovo di Ciudad Rodrigo)
- Gabriel Díaz Vara Calderón † (14 dicembre 1671 - 15 marzo 1676 deceduto)
- Juan Antonio García de Palacios † (13 settembre 1677 - 1º giugno 1682 deceduto)
- Baltasar de Figueroa, O.Cist. † (10 maggio 1683 - 8 settembre 1684 deceduto)
- Diego Evelino Hurtado de Compostela † (4 giugno 1685 - 29 agosto 1704 deceduto)
- Jerónimo de Valdés, O.S.Bas. † (14 dicembre 1705 - 29 marzo 1729 deceduto)
  - Francisco de Izarregui † (1730 - 1730 dimesso) (vescovo eletto)
- Gaspar de Molina y Oviedo, O.S.A. † (11 settembre 1730 - 28 giugno 1731 nominato vescovo di Barcellona)
- José Laso de la Vega y Cansino, O.F.M. † (19 novembre 1731 - 19 agosto 1752 deceduto)
- Pedro Agustín Morell de Santa Cruz y Lora † (28 maggio 1753 - 30 dicembre 1768 deceduto)
- Santiago José Hechavarría (Cheverria) y Elguezúa † (29 gennaio 1770 - 10 marzo 1788 nominato vescovo di Tlaxcala)
- Antonio Feliú y Centena † (30 marzo 1789 - 25 giugno 1791 deceduto)
- Joaquín de Osés y Alzúa † (3 dicembre 1792 - 7 febbraio 1823 deceduto)
- Mariano Rodríguez de Olmedo y Valle † (8 luglio 1824 - 23 gennaio 1831 deceduto)
- Cirilo de Alameda y Brea, O.F.M. † (10 luglio 1831 - 20 aprile 1849 nominato arcivescovo di Burgos)
- Sant'Antonio María Claret y Clará, C.M.F. † (20 maggio 1850 - 20 giugno 1859 dimesso[6])
- Manuel María Negueruela Mendi † (26 settembre 1859 - 30 giugno 1861 deceduto)
- Primo Calvo y López † (23 dicembre 1861 - 7 ottobre 1868 deceduto)
- José María Martín de Herrera y de la Iglesia † (5 luglio 1875 - 14 febbraio 1889 nominato arcivescovo di Santiago di Compostela)
- José María Cos y Macho † (14 febbraio 1889 - 11 giugno 1892 nominato arcivescovo, titolo personale, di Madrid e Alcalá de Henares)
- Francisco Sáenz de Urturi y Crespo, O.F.M. † (21 maggio 1894 - 27 aprile 1899 dimesso[7])
- Francisco de Paula Barnada y Aguilar † (2 giugno 1899 - 8 giugno 1913 deceduto)
  - Sede vacante (1913-1916)
- Felice Ambrogio Guerra Fezia, S.D.B. † (17 aprile 1916[8] - 16 gennaio 1925 dimesso[9])
- Valentín de la Asunción (Manuel) Zubizarreta y Unamunsaga, O.C.D. † (30 marzo 1925 - 26 febbraio 1948 deceduto)
- Enrique Pérez Serantes † (11 dicembre 1948 - 18 aprile 1968 deceduto)
  - Sede vacante (1968-1970)
- Pedro Claro Meurice Estiu † (4 luglio 1970 - 10 febbraio 2007 ritirato)
- Dionisio Guillermo García Ibáñez, dal 10 febbraio 2007

## Statistiche
L'arcidiocesi nel 2022 su una popolazione di 1.035.540 persone contava 250.660 battezzati, corrispondenti al 24,2% del totale.
| anno | popolazione | popolazione | popolazione | presbiteri | presbiteri | presbiteri | presbiteri                | diaconi | religiosi | religiosi | parrocchie |
| anno | battezzati  | totale      | %           | numero     | secolari   | regolari   | battezzati per presbitero | diaconi | uomini    | donne     | parrocchie |
| ---- | ----------- | ----------- | ----------- | ---------- | ---------- | ---------- | ------------------------- | ------- | --------- | --------- | ---------- |
| 1950 | ?           | ?           | ?           | 84         | 34         | 50         | ?                         |         | 84        | 198       | 30         |
| 1966 | ?           | 2.200.000   | ?           | 36         | 14         | 22         | ?                         |         |           | 7         | 35         |
| 1970 | ?           | 2.960.000   | ?           | 34         | 13         | 21         | ?                         |         | 23        | 17        | 35         |
| 1976 | 980.000     | 3.100.000   | 31,6        | 36         | 21         | 15         | 27.222                    |         | 17        | 15        | 35         |
| 1980 | 540.000     | 2.200.000   | 24,5        | 24         | 13         | 11         | 22.500                    |         | 17        | 17        | 21         |
| 1990 | 570.000     | 2.308.000   | 24,7        | 27         | 16         | 11         | 21.111                    |         | 14        | 33        | 21         |
| 1999 | 241.000     | 1.909.000   | 12,6        | 22         | 9          | 13         | 10.954                    |         | 35        | 32        | 13         |
| 2000 | 241.000     | 1.090.000   | 22,1        | 22         | 9          | 13         | 10.954                    |         | 24        | 30        | 13         |
| 2001 | 246.000     | 1.090.000   | 22,6        | 20         | 8          | 12         | 12.300                    |         | 24        | 29        | 13         |
| 2002 | 247.000     | 1.094.000   | 22,6        | 23         | 9          | 14         | 10.739                    |         | 26        | 33        | 13         |
| 2003 | 248.000     | 1.041.374   | 23,8        | 20         | 8          | 12         | 12.400                    |         | 15        | 31        | 13         |
| 2004 | 248.000     | 1.041.374   | 23,8        | 20         | 8          | 12         | 12.400                    | 2       | 17        | 33        | 13         |
| 2010 | 255.500     | 1.050.000   | 24,3        | 26         | 15         | 11         | 9.826                     | 4       | 17        | 36        | 16         |
| 2014 | 254.300     | 1.047.181   | 24,3        | 28         | 15         | 13         | 9.082                     | 2       | 21        | 34        | 16         |
| 2017 | 256.730     | 1.057.402   | 24,3        | 26         | 15         | 11         | 9.874                     | 2       | 27        | 31        | 16         |
| 2020 | 253.700     | 1.047.300   | 24,2        | 31         | 22         | 9          | 8.183                     | 3       | 15        | 35        | 16         |
| 2022 | 250.660     | 1.035.540   | 24,2        | 34         | 22         | 12         | 7.372                     | 2       | 17        | 34        | 16         |